# گذر از کرم‌چاله
گذر از کرم‌چاله یا درون کرم‌چاله (به انگلیسی: Through the Wormhole) یک مجموعهٔ تلویزیونی مستند با گویندگی و اجرای بازیگر آمریکایی مورگان فریمن می‌باشد. این مجموعه در ژوئن سال ۲۰۱۰ در شبکهٔ سایِنس آمریکا به روی آنتن رفت و شانزده می ۲۰۱۷ پایان یافت. این برنامه با نام «جهشی در علم با مورگان فریمن»، با دوبله و زیرنویس فارسی از شبکه فارسی‌زبان من و تو پخش می‌شود.

## فصل‌ها
| فصل | قسمت‌ها | قسمت‌ها | تاریخ اصلی روی آنتن رفتن | تاریخ اصلی روی آنتن رفتن |
| فصل | قسمت‌ها | قسمت‌ها | اولین بار                | آخرین بار                |
| --- | ------ | ------ | ------------------------ | ------------------------ |
| ۱   | ۸      | ۸      | ۹ ژوئن ۲۰۱۰              | ۲۸ ژوئیه ۲۰۱۰            |
| ۲   | ۱۰     | ۱۰     | ۸ ژوئن ۲۰۱۱              | ۳ اوت ۲۰۱۱               |
| ۳   | ۱۰     | ۱۰     | ۶ مارس ۲۰۱۲              | ۸ اوت ۲۰۱۲               |
| ۴   | ۱۰     | ۱۰     | ۲۰ مارس ۲۰۱۳             | ۳۱ ژوئیه ۲۰۱۳            |
| ۵   | ۱۰     | ۱۰     | ۵ مارس ۲۰۱۴              | ۲۳ ژوئیه ۲۰۱۴            |
| ۶   | ۶      | ۶      | ۲۹ آوریل ۲۰۱۵            | ۳ ژوئن ۲۰۱۵              |
| ۷   | ۴      | ۴      | ۳۰ اوت ۲۰۱۶              | ۲۰ سپتامبر ۲۰۱۶          |
| ۸   | ۴      | ۴      | ۲۵ آوریل ۲۰۱۷            | ۱۶ مه ۲۰۱۷               |

## قسمت‌ها

### فصل ۱ (۲۰۱۰)
| شم. کلی | شم. در فصل | عنوان                            | تاریخ انتشار اصلی |
| ------- | ---------- | -------------------------------- | ----------------- |
| ۱       | ۱          | «آیا خالقی وجود دارد؟»           | ۹ ژوئن ۲۰۱۰       |
| ۲       | ۲          | «راز سیاه‌چاله‌ها»                 | ۱۶ ژوئن ۲۰۱۰      |
| ۳       | ۳          | «آیا سفر در زمان ممکن است؟»      | ۲۳ ژوئن ۲۰۱۰      |
| ۴       | ۴          | «قبل از پیدایش چه اتفاقی افتاد؟» | ۳۰ ژوئن ۲۰۱۰      |
| ۵       | ۵          | «چه‌طور ما اینجاییم؟»             | ۷ ژوئیه ۲۰۱۰      |
| ۶       | ۶          | «آیا ما تنهاییم؟»                | ۱۴ ژوئیه ۲۰۱۰     |
| ۷       | ۷          | «واقعاً ما از چه ساخته شده‌ایم؟»   | ۲۱ ژوئیه ۲۰۱۰     |
| ۸       | ۸          | «ورای تاریکی»                    | ۲۸ ژوئیه ۲۰۱۰     |

### فصل ۲ (۲۰۱۱)
| شم. کلی | شم. در فصل | عنوان                                          | تاریخ انتشار اصلی |
| ------- | ---------- | ---------------------------------------------- | ----------------- |
| ۹       | ۱          | «آیا زندگی پس از مرگ ادامه خواهد یافت؟»        | ۸ ژوئن ۲۰۱۱       |
| ۱۰      | ۲          | «آیا جهان انتها دارد؟»                         | ۱۵ ژوئن ۲۰۱۱      |
| ۱۱      | ۳          | «واقعاً زمان وجود دارد؟»                        | ۲۲ ژوئن ۲۰۱۱      |
| ۱۲      | ۴          | «آیا بیش از سه بعد داریم؟»                     | ۲۹ ژوئن ۲۰۱۱      |
| ۱۳      | ۵          | «حس ششمی وجود دارد؟»                           | ۶ ژوئیه ۲۰۱۱      |
| ۱۴      | ۶          | «آیا جهان‌های موازی وجود دارد؟»                 | Unaired           |
| ۱۵      | ۷          | «جهان چگونه کار می‌کند؟»                        | ۱۳ ژوئیه ۲۰۱۱     |
| ۱۶      | ۸          | «آیا می‌توانیم با سرعتی فراتر از نور سفر کنیم؟» | ۲۰ ژوئیه ۲۰۱۱     |
| ۱۷      | ۹          | «آیا می‌توانیم جاویدان باشیم؟»                  | ۲۷ ژوئیه ۲۰۱۱     |
| ۱۸      | ۱۰         | «بیگانگان چه کار می‌کنند؟»                      | ۳ اوت ۲۰۱۱        |

### فصل ۳ (۲۰۱۲)
| شم. کلی | شم. در فصل | عنوان                                   | تاریخ انتشار اصلی |
| ------- | ---------- | --------------------------------------- | ----------------- |
| ۱۹      | ۱          | «آیا از اولین برخورد زنده خواهیم ماند؟» | ۶ مارس ۲۰۱۲       |
| ۲۰      | ۲          | «آیا نژادی برتر وجود دارد؟»             | ۶ ژوئن ۲۰۱۲       |
| ۲۱      | ۳          | «آیا جهان زنده است؟»                    | ۱۳ ژوئن ۲۰۱۲      |
| ۲۲      | ۴          | «چه چیزی ما را آنچه که هستیم، کرده‌است؟» | ۲۰ ژوئن ۲۰۱۲      |
| ۲۳      | ۵          | ««هیچ» چیست؟»                           | ۲۷ ژوئن ۲۰۱۲      |
| ۲۴      | ۶          | «آیا می‌توانیم مرده را زنده کنیم؟»       | ۱۱ ژوئیه ۲۰۱۲     |
| ۲۵      | ۷          | «آیا می‌توانیم شیطان را از بین ببریم؟»   | ۱۸ ژوئیه ۲۰۱۲     |
| ۲۶      | ۸          | «رازهای ناخودآگاه»                      | ۲۵ ژوئیه ۲۰۱۲     |
| ۲۷      | ۹          | «آیا ابدیت پایان می‌یابد؟»               | ۱ اوت ۲۰۱۲        |
| ۲۸      | ۱۰         | «آیا ما خدا را ساخته‌ایم؟»               | ۸ اوت ۲۰۱۲        |

### فصل ۴ (۲۰۱۳)
| شم. کلی | شم. در فصل | عنوان                                              | تاریخ انتشار اصلی |
| ------- | ---------- | -------------------------------------------------- | ----------------- |
| ۲۹      | ۱          | «آیا ذره خدا وجود دارد؟»                           | ۲۰ مارس ۲۰۱۳      |
| ۳۰      | ۲          | «چه زمانی زندگی آغاز شد؟»                          | ۵ ژوئن ۲۰۱۳       |
| ۳۱      | ۳          | «آیا می‌توانیم از مرگ خورشید جان سالم به در ببریم؟» | ۱۲ ژوئن ۲۰۱۳      |
| ۳۲      | ۴          | «بیگانه‌ها چه‌گونه فکر می‌کنند؟»                      | ۱۹ ژوئن ۲۰۱۳      |
| ۳۳      | ۵          | «آیا سکس از بین خواهد رفت؟»                        | ۲۶ ژوئن ۲۰۱۳      |
| ۳۴      | ۶          | «ممکن است ذهنمان هک شود؟»                          | ۳ ژوئیه ۲۰۱۳      |
| ۳۵      | ۷          | «آیا ربات‌ها آینده تکاملی انسان‌ها هستند؟»           | ۱۰ ژوئیه ۲۰۱۳     |
| ۳۶      | ۸          | «آیا حقیقت وجود دارد؟»                             | ۱۷ ژوئیه ۲۰۱۳     |
| ۳۷      | ۹          | «آیا ما دارای اختیار هستیم؟»                       | ۲۴ ژوئیه ۲۰۱۳     |
| ۳۸      | ۱۰         | «آیا خداوند تکامل را خلق کرد؟»                     | ۳۱ ژوئیه ۲۰۱۳     |

### فصل ۵ (۲۰۱۴)
| شم. کلی | شم. در فصل | عنوان                             | تاریخ انتشار اصلی |
| ------- | ---------- | --------------------------------- | ----------------- |
| ۳۹      | ۱          | «آیا خدا مفهومی بیگانه است؟»      | ۵ مارس ۲۰۱۴       |
| ۴۰      | ۲          | «آیا خوش‌شانسی واقعی است؟»         | ۱۲ مارس ۲۰۱۴      |
| ۴۱      | ۳          | «آیا فقر ژنتیکی است؟»             | ۴ ژوئن ۲۰۱۴       |
| ۴۲      | ۴          | «چگونه ابرقدرتی را از بین ببریم؟» | ۱۱ ژوئن ۲۰۱۴      |
| ۴۳      | ۵          | «آیا اقیانوس فکر می‌کند؟»          | ۱۸ ژوئن ۲۰۱۴      |
| ۴۴      | ۶          | «آیا مکاشفهٔ یک زامبی ممکن است؟»   | ۲۵ ژوئن ۲۰۱۴      |
| ۴۵      | ۷          | «آیا جاذبه توهم است؟»             | ۲ ژوئیه ۲۰۱۴      |
| ۴۶      | ۸          | «آیا ما خدا خواهیم شد؟»           | ۹ ژوئیه ۲۰۱۴      |
| ۴۷      | ۹          | «آیا سایهٔ جهان وجود دارد؟»        | ۱۶ ژوئیه ۲۰۱۴     |
| ۴۸      | ۱۰         | «کِی زمان آغاز شد؟»                | ۲۳ ژوئیه ۲۰۱۴     |

### فصل ۶ (۲۰۱۵)
| شم. کلی | شم. در فصل | عنوان                                | تاریخ انتشار اصلی | U.S. تعداد بیننده (میلیون) |
| ------- | ---------- | ------------------------------------ | ----------------- | -------------------------- |
| ۴۹      | ۱          | «آیا ما خرافاتی هستیم؟»              | ۲۹ آوریل ۲۰۱۵     | 0.411                      |
| ۵۰      | ۲          | «زمان می‌تواند به عقب بازگردد؟»       | ۶ مه ۲۰۱۵         | 0.335                      |
| ۵۱      | ۳          | «آیا ما به دلیلی اینجا هستیم؟»       | ۱۳ مه ۲۰۱۵        | 0.401                      |
| ۵۲      | ۴          | «آیا ما در یک ماتریکس زندگی می‌کنیم؟» | ۲۰ مه ۲۰۱۵        | 0.467                      |
| ۵۳      | ۵          | «آیا بیگانگان درون ما هستند؟»        | ۲۷ مه ۲۰۱۵        | 0.303                      |
| ۵۴      | ۶          | «چرا دروغ می‌گوییم؟»                  | ۳ ژوئن ۲۰۱۵       | 0.307                      |

### فصل ۷ (۲۰۱۶)
| شم. کلی | شم. در فصل | عنوان                                      | تاریخ انتشار اصلی | U.S. تعداد بیننده (میلیون) |
| ------- | ---------- | ------------------------------------------ | ----------------- | -------------------------- |
| ۵۵      | ۱          | «چه چیزی باعث به وجود آمدن تروریست می‌شود؟» | ۳۰ اوت ۲۰۱۶       | 0.466                      |
| ۵۶      | ۲          | «Is Privacy Dead»                          | ۶ سپتامبر ۲۰۱۶    | 0.364                      |
| ۵۷      | ۳          | «آیا بیش از دو جنسیت وجود دارد؟»           | ۱۳ سپتامبر ۲۰۱۶   | 0.357                      |
| ۵۸      | ۴          | «می‌توانیم همهٔ ما نابغه شویم؟»              | ۲۰ سپتامبر ۲۰۱۶   | 0.332                      |

### فصل ۸ (۲۰۱۷)
| شم. کلی | شم. در فصل | عنوان                        | تاریخ انتشار اصلی | U.S. تعداد بیننده (میلیون) |
| ------- | ---------- | ---------------------------- | ----------------- | -------------------------- |
| ۵۹      | ۱          | «آیا جبری بر ماست؟»          | ۲۵ آوریل ۲۰۱۷     | 0.369                      |
| ۶۰      | ۲          | «می‌توانیم مرگ را فریب دهیم؟» | ۲ مه ۲۰۱۷         | 0.347                      |
| ۶۱      | ۳          | «می‌توانیم سیاره را هک کنیم؟» | ۹ مه ۲۰۱۷         | 0.282                      |
| ۶۲      | ۴          | «Is Gun Crime a Virus?»      | ۱۶ مه ۲۰۱۷        | 0.206                      |